# Capella de Sant Salvador
Sant Salvador és un temple ruïnós situat al terme municipal de Jorba (Anoia) les restes del qual s'han catalogat a l'Inventari del Patrimoni Arquitectònic de Catalunya. És una capella totalment en ruïnes i només conserva el mur del nord i una part de l'est. La part oest de la capella es va destruir per tal d'adossar-hi la el mas de Bover. Porta d'entrada orientada a l'est. Era de plantar rectangular, i es pot apreciar en el sector nord l'arrencada de la volta i també algunes lloses que cobrien aquest mur. Les parets són a base de carreus de pedra desbastada i tallada en forma rectangular, amb morter. Al costat nord es pot veure un sòcol format per sis filades de carreus. A prop hi ha una font de clot coberta amb una volta amb la tècnica d'aproximació de filades. Per les seves característiques es podria catalogar dins del romànic tardà.